# Tommaso Sardi
Tommaso Sardi (Florence, 1460 - Florence, 27 octobre 1517) est un dominicain et poète italien.

## Biographie
Né à Florence, il embrassa la règle de St-Dominique, dans le monastère de Santa Maria Novella, et non celle des servites, comme l’a dit Antonio Possevino. Après avoir été reçu bachelier à l’Université de Florence, en 1486, Sardi enseigna avec succès la théologie et consacra ses loisirs à la culture des lettres, surtout de la poésie italienne. On vante la régularité de ses compositions, l’élégance et la pureté de son style. Il mourut dans le couvent de Santa Maria Novella, le 27 octobre 1517, laissant, entre autres ouvrages, un poème intitulé Anima peregrina, divisé en trois livres, à l’imitation de la Divine Comédie de Dante, qu’il déclare avoir pris pour modèle. Il en existe quatre beaux manuscrits dans les bibliothèques d’Italie. Le P. Vincenzio Fineschi a fait imprimer le poème de Sardi à Florence, en 1780, sur l’exemplaire de Santa Maria Novella.